# Harlem Globetrotters

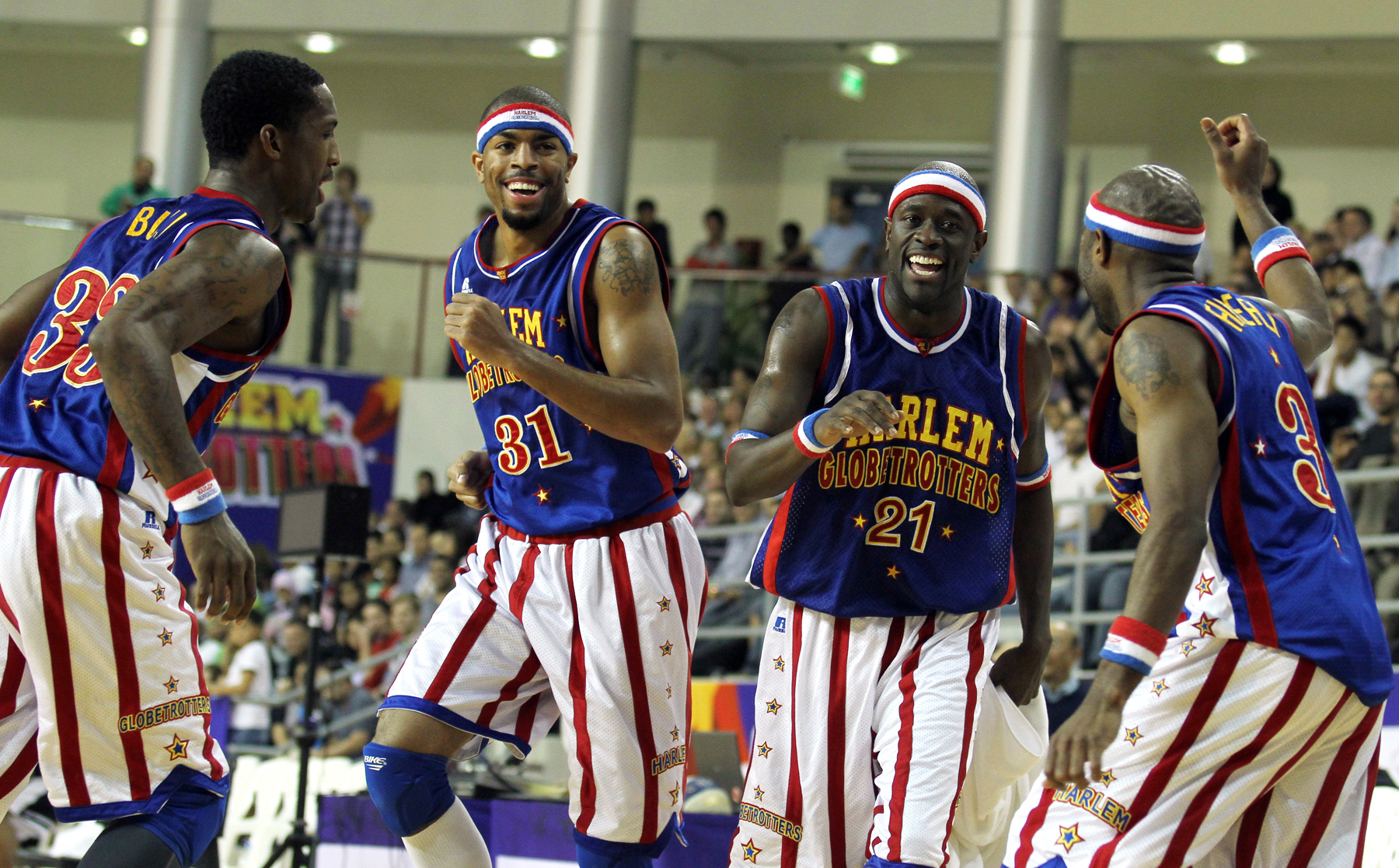
Hráči Harlem Globetrotters

Harlem Globetrotters (Harlemští světoběžníci) je americký exhibiční basketbalový tým. Založil ho roku 1926 v Chicagu manažer Abe Saperstein, o dva roky později ho z reklamních důvodů pojmenoval podle Harlemu jako vyhlášené černošské čtvrti. 
Zpočátku hráli Globetrotters normální soutěžní zápasy, byli členy World Professional Basketball Tournament (vítězové ročníku 1940), ale kvůli konkurenci National Basketball Association se přeorientovali na zábavnou show plnou nejrůznějších kuriózních fint s míčem. Hrávají proti různým místním výběrům nebo proti tradičnímu soupeři Washington Generals, jehož hráči bývají zesměšňováni šikovností harlemských. Z více než 22 000 utkání, která Globetrotters sehráli, ve 21 500 zvítězili. Za tým nastupovaly bývalé hvězdy NBA jako Wilt Chamberlain, Meadowlark Lemon nebo Fred Neal, první ženou v týmu se stala roku 1985 Lynette Woodardová. V šedesátých letech vystupovala v show Globetrotters také česká gymnastka Eva Bosáková. Nehrajícími členy klubu byla jmenována řada významných osobností: Henry Kissinger, Nelson Mandela, Bill Cosby, Lionel Messi a další.
Tým byl lidskoprávními aktivisty kritizován, že posiluje rasistický stereotyp černocha jako komedianta, ale prezidentský kandidát Jesse Jackson se ho zastal a prohlásil, že Globetrotters naopak prezentují afroamerickou komunitu v dobrém světle.
Globetrotters vystoupili ve 118 zemích světa před 124 miliony diváky. Důležitý politický rozměr mělo jejich vystoupení na stadionu Lužniki v Moskvě v červenci 1959. Tým účinkoval v hraném filmu The Harlem Globetrotters (1951) a v animovaném televizním seriálu společnosti Hanna-Barbera Harlem Globetrotters počátkem sedmdesátých let. Zmínky o něm jsou v seriálech Simpsonovi (Šáša Krusty přijde o peníze, protože vsadil na prohru Globetrotters) a Futurama.  Další nepřímou zmínkou je účast 2 hvězd týmu (Big Easy a Flight Time) v 15. řadě soutěžní reality show Amazing Race, kde účinně tým propagovali a skončili na 4. místě. V Amazing Race se pak objevili ještě v 18. sérii, kde skončili druzí a ve 24. sérii, kde skočili sedmí. Majitelem klubu je od roku 2013 firma Herschend Family Entertainment, hymnou je píseň Sweet Georgia Brown, maskot se jmenuje Globie.